# China Railway
China Railway eller CR, fulde navn China Railway Corporation er det nationale jernbaneselskab i Kina. Det er underlagt Transportministeriet (Kina) og Statens jernbaneadministration (Kina).
China Railway driver passager og godstransport via flere mindre virksomheder. China Railway havde tidligere sit eget jernbanepoliti og jernbaneretssytem.

## Logo
Det originale China Railway logo blev designet af Chen Yuchang (kinesisk: 陈玉昶) (1912-1969), det blev bekendtgjort i People's Daily den 22. januar 1950.

## Bureauer og virksomheder
Der er 16 bureauer og 5 virksomheder under China Railway. Anno 2008 arbejdede der omkring 2 mio. mennesker i China Railway.
| Forretningsområde | Bureau eller virksomhed                               | Provinser hvor der opereres | Regioner hvor der opereres |
| ----------------- | ----------------------------------------------------- | --- | -------------------------- |
| Passagerer        | Harbin Railway Bureau                                 | Northeastern Inner Mongolia(Hulunbuir and part of Xingan League), Heilongjiang                                                       | Nordøstkina                |
| Passagerer        | Shenyang Railway Bureau                               | Liaoning, Jilin, Southeastern Inner Mongolia(Chifeng, Tongliao and part of Xingan League), southern Heilongjiang, northeastern Hebei | Nordøstkina                |
| Passagerer        | Beijing Railway Bureau                                | Beijing, Hebei, Tianjin, western Shandong, northern Henan, eastern Shanxi                                                            | Nordkina                   |
| Passagerer        | Hohhot Railway Bureau                                 | Inner Mongolia | Nordkina                   |
| Passagerer        | Taiyuan Railway Bureau                                | Shanxi | Nordkina                   |
| Passagerer        | Jinan Railway Bureau                                  | Shandong | Nordkina                   |
| Passagerer        | Shanghai Railway Bureau                               | Shanghai, Jiangsu, Anhui, Zhejiang                                                                                                   | Østkina                    |
| Passagerer        | Nanchang Railway Bureau                               | Jiangxi, Fujian, parts of Hubei and Hunan                                                                                            | Sydøstkina                 |
| Passagerer        | Guangzhou Railway Group Corp.                         | Guangdong, Hunan, Hainan | Sydkina                    |
| Passagerer        | Nanning Railway Bureau                                | Guangxi, western Guangdong | Sydkina                    |
| Passagerer        | Wuhan Railway Bureau                                  | Hubei, southern Henan | Centralkina                |
| Passagerer        | Zhengzhou Railway Bureau                              | Henan, Shanxi | Centralkina                |
| Passagerer        | Chengdu Railway Bureau                                | Sichuan, Chongqing, Guizhou, parts of Yunnan and Hubei                                                                               | Sydvestkina                |
| Passagerer        | Kunming Railway Bureau                                | Yunnan, parts of Sichuan and Guizhou                                                                                                 | Sydvestkina                |
| Passagerer        | Qinghai-Tibet Railway Group Co., Ltd.                 | Tibet | Sydvestkina                |
| Passagerer        | Qinghai-Tibet Railway Group Co., Ltd.                 | Qinghai | Nordvestkina               |
| Passagerer        | Lanzhou Railway Bureau                                | Gansu, Ningxia, parts of Inner Mongolia                                                                                              | Nordvestkina               |
| Passagerer        | Ürümqi Railway Bureau                                 | Xinjiang, parts of Gansu | Nordvestkina               |
| Passagerer        | Xi'an Railway Bureau                                  | Shaanxi,northeast Sichuan | Nordvestkina               |
| Gods              | China Railway Special Cargo Service Co., Ltd. (CRSCS) | Hele Kina | Hele Kina                  |
| Gods              | China Railway Express Co., Ltd. (CRE)                 | Hele Kina | Hele Kina                  |
| Gods              | China Railway Container Transport Co., Ltd. (CRCT)    | Hele Kina | Hele Kina                  |

### Andet niveau af datterselskaber
- Guangzhou Railway Group
  - Guangshen Railway
- Taiyuan Railway Bureau
  - Daqin Railway